# Nous ne sommes pas mariés
Pour plus de détails, voir Fiche technique et Distribution.
Nous ne sommes pas mariés est un film franco-italien réalisé par Bernard Roland et sorti en 1946.

## Fiche technique
- Titre : Nous ne somme pas mariés
- Réalisation : Bernard Roland[1]
- Scénario : Michel Duran, d'après sa pièce créée au Théâtre des Bouffes-Parisiens le 6 décembre 1939
- Dialogues : Pierre Léaud
- Photographie : Vaclav Vich
- Décors : Maurice Colasson
- Musique : Louis Gasté
- Sociétés de production : Les Films Lutétia - Federciné
- Pays de production :  France -  Italie
- Format : Noir et blanc - 35 mm - 1,37:1
- Durée : 80 minutes
- Date de sortie : France - 6 novembre 1946

## Distribution
- Claude Dauphin : Fernand
- Louise Carletti : Simone
- Robert Arnoux : Camille
- Roland Toutain : Jimmy
- Liliane Bert : Evelyne
- Corinne Calvet : le modèle
- Philippe Olive : Dubois l'aîné
- Nina Myral